# Ernest Baert

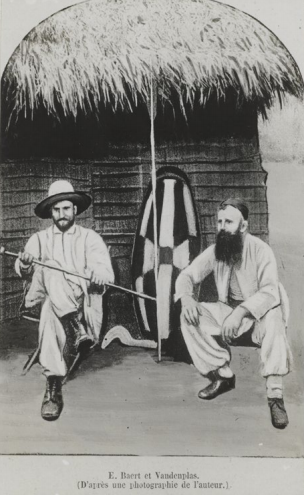
Baert und Camille Van den Plas. Potographie von Camille-Aimé Coquilhat in: Sur le Haut Congo 1882-1886 1888.

Ernest Baert (* 12. August 1860 in Brüssel, Belgien; † 15. August 1894 in Dungu, Kongo-Freistaat) war ein belgischer Soldat, Forschungsreisender und Kolonialadministrator, der ab Mitte der 1880er Jahre für den belgischen König Leopold II. an Expeditionen teilnahm, die auf dem Gebiet des Kongo-Freistaats organisiert wurden.

## Biographie

### Frühe Jahre (1860–1885)
Ernest Baert wurde am 12. August 1860 in Brüssel geboren. Seine Eltern waren Polydore Baert und Emilie-Bernardine Duvieusart. Am 4. Dezember 1876 trat er in die Königliche Militärakademie ein. Am 22. Dezember 1878 wurde er zum Leutnant ernannt und am 19. April 1881 dem 5. Artillerieregiment zugeteilt. Er wurde zum Militärkartografischen Institut abgeordnet und trat am 16. Juni 1885 in den Dienst der „Internationalen Kongo-Gesellschaft“ (französisch: Association internationale du Congo, AIC).

### Erste Amtszeit im Kongo (1885–1888)
Am 29. Juni 1885 machte sich Baert in Antwerpen auf die Reise und kam am 28. Juli 1885 in Banana an. Am 2. August 1885 erreichte er Vivi. Er wurde mit Erkundungen für die Eisenbahnlinie am unteren Kongo beauftragt und dann der topografischen Brigade zugeteilt. Den ersten Teil seiner Amtszeit verbrachte er folgerichtig am unteren Kongo und wurde zum Nachfolger von Guillaume Van Kerckhoven an der Bangalas-Station ernannt, die er am 28. April 1886 erreichte.
Der frühere Stationsleiter Camille-Aimé Coquilhat hatte diplomatische Lösungen für das Zusammenleben mit der indigenen Bevölkerung gesucht und hatte sich auf Vereinbarungen mit der örtlichen Bevölkerung und den Schutz des Häuptlings Mata-Boike verlassen, mit dem er Blutsbrüderschaft geschlossen hatte. Nach Mata-Boikes Tod im Jahr 1886 sahen sich die damaligen europäischen Führer, Baert und Van Kerckhoven, nicht länger an Blutpakte gebunden und fühlten sich andererseits durch die indigene Bevölkerung bedroht. In der Folge begannen sie, Gewalt gegen die Nachbardörfer auszuüben und machten sich daran, die örtliche Bevölkerung zur völligen Unterwerfung zu zwingen. Baert griff die Bapoto von Lisala unter dem Vorwand der Freilassung der von den Bapoto gefangenen Soldaten an. Van Kerckhoven unterwarf die Dörfer im Süden, um den Sklavenhandel am Lulonga-Fluss zu beenden.
Baert unternahm trotz der Feindseligkeit der Einheimischen zwei Erkundungen des Mongala-Flusses mit einem Dampfschiff. Er verließ Bangala am 23. November 1886 und fuhr den Mongala hinauf bis zu dem Punkt, den seine Vorgänger George Grenfell und Camille Coquilhat erreicht hatten. Die lokale Bevölkerung wurde im Verlauf der Expedition immer feindseliger und griff sie mehrmals an. Er erreichte Mongwandi (Businga), dann den Zusammenfluss von Ebola und Dwa am 1. Dezember 1886 und gründete eine Station in Moboika, bevor er nach Bangalas zurückkehrte. Er hatte gezeigt, dass der Mongala als Route genutzt werden konnte, um die Flüsse Ubangi und Uelle zu erreichen. Baert nahm viele Verbesserungen an der Station Bangalas vor. Er richtete Standorte für die Herstellung von Fliesen und Pflastersteinen ein und steigerte den Anbau von Kaffee und Baumwolle. Er wurde in Bangalas durch Hubert Lothaire ersetzt.
In Begleitung des arabischen Sklavenhändlers Tippu-Tip reiste Baert auf dem Landweg durch eine besonders sumpfige Region von Yambuya am Aruwimi-Fluss nach Yangambi am Kongo-Fluss, das er am 17. Januar 1888 erreichte. Am Ende seiner Dienstzeit ging er nach Boma und dann am 20. Juni 1888 nach Banana, von wo er nach Europa aufbrach. Bei seiner Rückkehr nach Belgien wurde er vom König und der Königin empfangen, die ihm zu seinen Erkundungen gratulierten.

### Zweite Amtszeit im Kongo (1889–1892)
Baert wurde zum Distriktkommissar ernannt, verließ Antwerpen am 18. Mai 1889 und erreichte Boma am 19. Juni 1889. Am 8. Oktober 1889 übernahm er den Distrikt Bangalas von Van Kerkhoven. Er setzte das System seines Vorgängers fort, Flüsse zu nutzen, um die Macht ins Landesinnere auszudehnen. Anfang 1890 fuhr er den Lulonga-Fluss hinauf zum Maringa, folgte diesem flussaufwärts und gründete in Bauru einen Posten, „um Einfälle von Sklavenhändlerbanden zu bekämpfen und zu verhindern.“ Im Mai 1890 gründete er den Posten Basankusu am Zusammenfluss von Maringa und Lopori, um die arabischen Überfälle zu stoppen und Kannibalismus und Sklavenhandel ein Ende zu setzen. Er überließ Lothaire das Kommando über den Posten. Zunächst unterstützten die Einheimischen die Befriedung der Region voll und ganz, doch später begannen die Belgier eine Politik der Unterdrückung und des Terrors gegen Dörfer, die nicht die erforderliche Menge an Kautschuk ernteten.
1890 gründete er den Posten Mongwandi in Businga am Mongala. Während einer Erkundung des Itimbiri-Flusses unterhalb der Go Rapids traf Baert Jérôme Becker und Sultan Djabir, die zu Djabirs Residenz am Zagiri-Fluss, einem Nebenfluss des Uelle, unterwegs waren. Baert erkundete den Lopori-Fluss und gründete eine Station am Zusammenfluss dieses Flusses und des Maringa in Basankusu. Am Ende seiner zweiten Amtszeit übergab er das Kommando an Leutnant Lothaire und kehrte am 30. April 1892 nach Europa zurück.

### Letzte Amtszeit im Kongo (1892–1894)
Baert wurde zum Staatsinspektor befördert. Für seine dritte Amtszeit verließ er Antwerpen am 6. Januar 1893 erreichte Boma am 1. Februar 1893. Als die Nachricht kam, dass Van Kerckhoven gestorben war, wurde er beauftragt, die Haut-Uele-Expedition zu übernehmen und plante, den Nil über den Albertsee zu erreichen. Er kam am 2. Juni 1893 in Djabir (Bondo) an. In der Zwischenzeit hatte Florimond Delanghe, der Jules Alexandre Milz als Kommandant der Haut-Uele-Expedition nachgefolgt war, den Nil erreicht. Als Delanghe von Baerts Näherkommen hörte, verließ er Laboré am 17. August 1893, um Aléma und Ganda einzunehmen, wobei er auf Kontingente der Force Publique zurückgriff. Baert hatte allerdings Anweisungen vom belgischen König, die Posten am Nil zu räumen und sich auf die Sicherung der im Uele-Becken eroberten Positionen zu konzentrieren. Baert beabsichtigte daher, sich so bald wie möglich in Kavalli westlich des Albertsees niederzulassen, um dem Vormarsch des Briten Gerald Portal aus Uganda zuvorzukommen.
Anstatt bei Dufilé zum Nil zu reisen und dann zum Albertsee aufzusteigen, beschloss Baert, eine kurze Route von Ganda nach Kavalli durch die Berge zu nehmen und riskierte damit Versorgungsprobleme und feindselige Einheimische. Baert verließ Dungu am 14. August 1893 mit 86 afrikanischen Soldaten. In Bokoyo schlossen sich ihnen 350 Azande-Hilfstruppen an. Sie erreichten Mundu am 28. August 1893. Am 21. September 1893 war Delanghe in Ganda, wo er hörte, dass Baert sich darauf vorbereitete, Mundu in Richtung Magora und Ganda zu verlassen. In Magora begannen allerdings Schwierigkeiten mit den irregulären Kräften, von denen einige desertierten. Die Azande aus Bokoyo weigerten sich zu marschieren. Am 15. November schrieb er Delange, dass er nicht von Magora aus vorrücken könnte.
Delanghe, der sich noch von einer Hämaturie erholte, ließ sich daher in einer Hängematte von Ganda nach Magora tragen, um sich Baert anzuschließen. Er kam dort am 4. Dezember 1893 an und erfuhr, dass Baert nun doch nach Mundu aufgebrochen war. Delanghe erreichte Mundu am 11. Dezember 1893. Die Truppen dort litten unter einer Hungersnot. Baert entwaffnete die Azande-Freischärler, aber einige revoltierten noch immer und griffen den Stationsleiter Dautzenberg an. Am 1. Januar 1894 beschloss Baert, nach Niangara zurückzukehren, um ein neues Programm zur Besetzung des oberen Uelle vorzubereiten, dafür aber die Aufrechterhaltung von Garnisonen in der Lado-Enklave und vielleicht sogar am oberen Dungu-Fluss aufzugeben. Da fast alle Garnisonen am oberen Uelle revoltierten, verließ Baert am 22. Januar 1894 Mundu in Richtung Niangara.
Baert wartete in Niangara auf Verstärkung, damit er wieder nach Osten vorrücken konnte. Sein Vorhaben war, das System der Stationen im Nordosten des Freistaats Kongo zu stabilisieren und deren Versorgung sicherzustellen. Da aber überall Aufstandsbewegungen und Kämpfe gegen arabische Sklavenjäger andauerten, erreichte er dieses Ziel nicht. Letztlich erreichte er erschöpft und an Hämaturie leidend am 7. Juli 1894 Dungu, wo er am 15. August 1894 starb. Im November 1894 übernahm Paul Lemarînel sein Amt als Kommandant der Region Uele.